# Brasil en la Copa Mundial de Fútbol de 1990
La Copa Mundial de Fútbol de 1990 fue la decimotercera vez que la Selección de fútbol de Brasil participó en una Copa del Mundo. Fue y sigue siendo el único país que participó en todas las ediciones del torneo FIFA.
El equipo fue dirigido por Sebastião Lazaroni y el capitán era Ricardo Gomes. Brasil obtuvo el noveno puesto.

## Clasificación

### Grupo 3
| Equipo    | Pts | PJ | PG | PE | PP | GF | GC | Dif |
| --------- | --- | -- | -- | -- | -- | -- | -- | --- |
| Brasil    | 7   | 4  | 3  | 1  | 0  | 13 | 1  | 12  |
| Chile     | 5   | 4  | 2  | 1  | 1  | 9  | 4  | 5   |
| Venezuela | 0   | 4  | 0  | 0  | 4  | 1  | 18 | -17 |

| Fecha                   | Lugar             |           |                      | Resultado |                      |           |
| ----------------------- | ----------------- | --------- | -------------------- | --------- | -------------------- | --------- |
| 30 de julio de 1989     | Caracas           | Venezuela | Bandera de Venezuela | 0:4 (0:1) | Bandera de Brasil    | Brasil    |
| 13 de agosto de 1989    | Santiago de Chile | Chile     | Bandera de Chile     | 1:1 (0:0) | Bandera de Brasil    | Brasil    |
| 20 de agosto de 1989    | São Paulo         | Brasil    | Bandera de Brasil    | 6:0 (4:0) | Bandera de Venezuela | Venezuela |
| 3 de septiembre de 1989 | Río de Janeiro    | Brasil    | Bandera de Brasil    | 2:0 (0:0) | Bandera de Chile     | Chile     |

## Goleadores de Brasil
5 goles
- Careca

2 goles
- Bebeto

1 goles
- Branco
- Romário
- Paulo Silas

## Asistentes de Brasil
2 asistencias
- Jorginho
- Bebeto

1 Asistencia
- Romário
- Ricardo Gomes
- Mazinho
- Valdo
- Careca
- Paulo Silas

## Preparación para el Mundial
Brasil comenzó el ciclo entrenado por Carlos Alberto Silva, ganando la medalla de oro en los Juegos Panamericanos de 1987 en Indianápolis y la medalla de plata en los Juegos Olímpicos de 1988 en Seúl. Sin embargo, fueron eliminados en la primera ronda de la Copa América 1987 tras una vergonzosa derrota por 4-0 ante la Selección de fútbol de Chile. Silva también apoyó la candidatura de Nabi Abi Chedid a la presidencia de la CBF. Tras la elección de Ricardo Teixeira en 1989, Eurico Miranda, vicepresidente de la CBF, propuso a Sebastião Lazaroni, que entonces tenía 39 años, ya que la primera opción, Carlos Alberto Parreira, no pudo obtener el visto bueno de la Selección de fútbol de Arabia Saudí.
Eurico ha declarado: "Lazaroni es joven, moderno, trabajador y ganador. Fue tres veces campeón de Río de Janeiro, ganando un campeonato con el Flamengo y dos con el Vasco." Lazaroni concedió entrevistas afirmando que cuatro de los jugadores de la primera plantilla estaban "apuntados" y dijo que él sería una especie de coordinador. Según el periodista Carlos Orletti, Eurico Miranda dijo que tenía "poder de veto" sobre las convocatorias. Una encuesta de Folha de S.Paulo indicaba que sólo el 3% de los aficionados elegiría a Lazaroni como entrenador de la selección brasileña.
La Selección de fútbol de Brasil acabó campeona de la Copa América 1989. La última vez había sido en 1949, y fue el primer título de la selección brasileña desde la Copa Mundial de la FIFA 1970. Era la primera vez desde 1966 que Brasil no terminaba entre los ocho primeros del torneo. Müller jugaba en el Torino, que militaba en la segunda división italiana en 1989/90, y es el único futbolista que ha sido convocado por Brasil para un Mundial jugando en segunda división.
En las eliminatorias para el Mundial de 1990, Brasil se clasificó como primera de grupo. El partido entre Brasil y Chile se vio empañado por un incidente que se conoció como el Maracanazo de la selección chilena.
El 28 de mayo de 1990, 13 días antes de la inauguración del Mundial, la selección disputó un partido de entrenamiento contra un combinado formado por jugadores de tres equipos de la Serie C de la región de Umbría: Perugia, Ternana y Gubbio. Brasil cayó por 1-0. La alineación de la histórica derrota fue exactamente la misma que empezó el Mundial. El italiano Luca di Matteo recuerda: "Un partido así, entre una selección nacional y un equipo de la Serie C, suele acabar 10-0, 15-0. Hubo una gran celebración. Había mucha incredulidad". El resultado fue tratado como una vergüenza y el equipo llegó al Mundial en crisis.

## Campaña
Al principio de la competición, el dinero del premio causó controversia. Pepsi firmó un contrato de 3 millones de dólares con la Confederación Brasileña de Fútbol. A los jugadores les correspondería el 20%. Sin embargo, una fuente interna descubrió que el valor del patrocinio era mucho mayor. "Nadie es un mercenario. Queríamos ganar lo que ponía en el contrato", recuerda el ex defensa Ricardo Rocha. En señal de protesta, los jugadores se llevaron las manos al pecho para ocultar el escudo de la CBF.
Sebastião Lazaroni discutía a menudo los cambios en el equipo con los jugadores. Según Romário, el equipo "se reunía más de lo que entrenaba". En una de las discusiones, Careca dijo que si Lazaroni lo sacaba, volvería a Brasil. "Jugábamos con tres centrales, si le preguntabas a los centrales, la formación era espectacular, los delanteros eran pésimos", dice Branco. "Lo veíamos como un gran desastre". 
Según Bebeto, Lazaroni le dijo que había parejas de ataque definidas, Müller-Careca y Bebeto-Romário: "Entonces hablé con él, Lazaroni. Hermano mío, ¡no voy a jugar nunca! Porque Romário tiene una operación. Había estado jugando en las eliminatorias, en la Copa América. No entiendo nada, cada uno tiene su pareja de ataque?".
Brasil debutó ganando a Suecia por 2-1. Para Geraldo Romualdo da Silva fue una victoria "sudorosa, costosa y aterradora". Roberto Rivelino lo criticó: "Estamos jugando con una formación muy defensiva y contra Suecia no necesitábamos tanta gente atrás". En el segundo partido, Brasil se impuso a Costa Rica por 1-0. Jornal dos Sports lo describió así: "Lento durante la mayor parte del partido y acabando mal, el equipo brasileño fue abucheado a los 15 minutos de la segunda parte." Los aficionados brasileños presentes en el estadio pidieron la inclusión de Bebeto en el equipo. Lazaroni reaccionó tras el partido: "Brasil lleva muchos Mundiales jugando bien, sobre todo en 1982. En 1986, cuando estaban en alza, fueron eliminados. Ahora van a jugar feo hasta el final, pero seremos campeones si seguimos ganando 1-0". En el tercer partido, Brasil venció a Escocia por 1-0. Romário, lesionado durante tres meses, fue titular junto a Careca. Muller entró en la segunda parte y marcó el gol de la victoria, volviendo a la alineación inicial para el siguiente partido. A pesar de estar ya clasificado, Lazaroni sólo hizo un cambio durante el partido. Jornal do Brasil informó: "Fuerte en defensa, poco imaginativo en el centro del campo, débil en ataque, Brasil pasa a ganar". Lazaroni: "Estaba decidido a alinear nueve suplentes (...). Lo cambié porque los jugadores que iban a entrar me pidieron que dejara jugar a los titulares." El Jornal dos Sports informaba en la víspera del partido: "El ambiente de la selección brasileña, a juzgar por las noticias alentadoras que llegan de Asti, es de lo más preocupante (...) Algunas de las estrellas que serían sustituidas en el partido de mañana no recibieron con agrado la noticia de los cambios y protestaron con inusitada vehemencia.
En octavos de final, Brasil se enfrentó a Argentina en el polémico partido del "agua bautizada". Brasil fue derrotado por 1-0 y quedó eliminado de la competición. El gol de Argentina llegó tras una gran jugada de Diego Maradona, que se alineó en la defensa brasileña y tocó el balón para Claudio Caniggia. El narrador Galvão Bueno de la principal cadena de televisión de Brasil, TV Globo, criticó el laxo marcaje del centro del campo de la Seleção y acusó a Alemão de facilitarlo por ser "amigo" del argentino. Galvão se disculparía en 2023.
La Folha da Tarde tituló: "¡Deu Burro!" y abajo "El esquema de Lazaroni elimina a Brasil". Folha de São Paulo puso en portada una caricatura de Lazaroni con orejas de burro. Jornal dos Sports publicó una pequeña historia jocosa: "Branco jura que se dopó" en la historia más increíble del Mundial. Lazaroni reaccionó airado tras el partido: "Nadie puede culparme de nada porque yo no perdía goles [así] en el patio. Si hubiera estado en el campo contra Argentina, difícilmente habría fallado alguno de los goles que no marcamos. Por eso digo: antes del partido, el equipo merecía un 10, después lo ha fallado".

## Jugadores
| #     | Nac | Nombre             | Posición           | Edad               | PJ Sel             | Club                   |
| ----- | --- | ------------------ | ------------------ | ------------------ | ------------------ | ---------------------- |
| 1     |     | Taffarel           | Portero            | 24                 | -                  | Internacional          |
| 2     |     | Jorginho           | Defensa            | 25                 | -                  | Bayer Leverkusen       |
| 3     |     | Ricardo Gomes      | Defensa            | 25                 | -                  | Benfica                |
| 4     |     | Dunga              | Mediocampista      | 26                 | -                  | Fiorentina             |
| 5     |     | Alemão             | Mediocampista      | 28                 | -                  | Napoli                 |
| 6     |     | Branco             | Defensa            | 26                 | -                  | Oporto                 |
| 7     |     | Bismarck           | Mediocampista      | 20                 | -                  | Vasco da Gama          |
| 8     |     | Valdo              | Mediocampista      | 26                 | -                  | Benfica                |
| 9     |     | Careca             | Delantero          | 29                 | -                  | Napoli                 |
| 10    |     | Silas              | Mediocampista      | 24                 | -                  | Central Español        |
| 11    |     | Romário            | Delantero          | 24                 | -                  | PSV                    |
| 12    |     | Acácio             | Portero            | 31                 | -                  | Vasco da Gama          |
| 13    |     | Carlos Mozer       | Defensa            | 29                 | -                  | Olympique de Marseille |
| 14    |     | Aldair             | Defensa            | 24                 | -                  | Benfica                |
| 15    |     | Müller             | Delantero          | 24                 | -                  | Torino                 |
| 16    |     | Bebeto             | Delantero          | 26                 | -                  | Vasco da Gama          |
| 17    |     | Renato Gaúcho      | Delantero          | 27                 | -                  | Flamengo               |
| 18    |     | Mazinho            | Mediocampista      | 24                 | -                  | Vasco da Gama          |
| 19    |     | Ricardo Rocha      | Defensa            | 27                 | -                  | São Paulo              |
| 20    |     | Tita               | Delantero          | 32                 | -                  | Vasco da Gama          |
| 21    |     | Mauro Galvão       | Defensa            | 28                 | -                  | Botafogo               |
| 22    |     | Zé Carlos †        | Portero            | 28                 | -                  | Flamengo               |
| D. T. |     | Sebastião Lazaroni | Sebastião Lazaroni | Sebastião Lazaroni | Sebastião Lazaroni | Sebastião Lazaroni     |

## Participación

### Grupo C
| Equipo     | Pts | PJ | G | E | P | GF | GC | DG |
| ---------- | --- | -- | - | - | - | -- | -- | -- |
| Brasil     | 6   | 3  | 3 | 0 | 0 | 4  | 1  | +3 |
| Costa Rica | 4   | 3  | 2 | 0 | 1 | 3  | 2  | +1 |
| Escocia    | 2   | 3  | 1 | 0 | 2 | 2  | 3  | -1 |
| Suecia     | 0   | 3  | 0 | 0 | 3 | 3  | 6  | -3 |

| 10 de junio de 1990, 21:00 | Brasil          | 2:1 (1:0) | Suecia     | Stadio delle Alpi, Turín                                           |                                                                    |
|                            | Careca 40', 63' | Reporte   | Brolin 79' | Asistencia: 62.628 espectadores Árbitro(s): Tullio Lanese (Italia) | Asistencia: 62.628 espectadores Árbitro(s): Tullio Lanese (Italia) |

| 16 de junio de 1990, 17:00 | Brasil     | 1:0 (1:0) | Costa Rica | Stadio delle Alpi, Turín                                        |                                                                 |
|                            | Müller 33' | Reporte   |            | Asistencia: 58.007 espectadores Árbitro(s): Neji Jouini (Túnez) | Asistencia: 58.007 espectadores Árbitro(s): Neji Jouini (Túnez) |

| 20 de junio de 1990, 21:00 | Brasil     | 1:0 (0:0) | Escocia | Stadio delle Alpi, Turín                                          |                                                                   |
|                            | Müller 81' | Reporte   |         | Asistencia: 62.502 espectadores Árbitro(s): Helmut Kohl (Austria) | Asistencia: 62.502 espectadores Árbitro(s): Helmut Kohl (Austria) |

### Octavos de final
| 24 de junio de 1990, 17:00 | Argentina    | 1:0 (0:0) | Brasil | Stadio delle Alpi, Turín                                           |                                                                    |
|                            | Caniggia 81' | Reporte   |        | Asistencia: 61.381 espectadores Árbitro(s): Joel Quiniou (Francia) | Asistencia: 61.381 espectadores Árbitro(s): Joel Quiniou (Francia) |

## Goleadores[16]
2 goles
- Müller
- Careca

## Asistencias[16]
1 Asistencia
- Branco
- Müller